# Уряд Єви Копач
Уряд Єви Копач — польський уряд прем'єр-міністра Єви Копач, що діяв з 22 вересня 2014 року по 16 жовтня 2015 року.

## Кабінет міністрів
| - Громадянська платформа (PO)     | 11 |
| - Польська селянська партія (PSL) | 3  |
| - Незалежні                       | 4  |

| Логотип                                 | Міністерство | Міністр                                              | Фото           | Час на посаді     | Час на посаді     | Партія     | Партія     | Вебсайт                                         |
| --------------------------------------- | --- | ---------------------------------------------------- | -------------- | ----------------- | ----------------- | ---------- | ---------- | ----------------------------------------------- |
|                                         | Міністерство внутрішніх справ та управління (Ministerstwo Spraw Wewnętrznych i Administracji)                                  | Тереза Пйотровська (Teresa Piotrowska)               |                | 22 вересня 2014   | 16 листопада 2015 |            | PO         | [Архівовано 19 січня 2018 у Wayback Machine.]   |
|                                         | Міністерство державної скарбниці (Ministerstwo Skarbu Państwa)                                                                 | Володзимеж Карпинський (Włodzimierz Karpiński)       |                | 22 вересня 2014   | 15 червня 2015    |            | PO         |                                                 |
| Анджей Червинський (Andrzej Czerwiński) | Міністерство державної скарбниці (Ministerstwo Skarbu Państwa)                                                                 |                                                      | 15 червня 2015 | 16 листопада 2015 |                   | PO         |            |                                                 |
|                                         | Міністерство екології (Ministerstwo Środowiska)                                                                                | Мацей Грабовський (Maciej Grabowski (economist))     |                | 22 вересня 2014   | 16 листопада 2015 |            | незалежний |                                                 |
|                                         | Міністерство закордонних справ (Ministerstwo Spraw Zagranicznych)                                                              | Ґжеґож Схетина (Grzegorz Juliusz Schetyna)           |                | 22 вересня 2014   | 16 листопада 2015 |            | PO         | [Архівовано 13 травня 2011 у Wayback Machine.]  |
|                                         | Міністерство інфраструктури та будівництва (Ministerstwo Infrastruktury i Rozwoju)                                             | Марія Васяк (Maria Wasiak)                           |                | 22 вересня 2014   | 16 листопада 2015 |            | PO         | [Архівовано 11 січня 2018 у Wayback Machine.]   |
|                                         | Міністерство культури та національної спадщини (Ministerstwo Kultury i Dziedzictwa Narodowego)                                 | Малгожата Омілановська (Małgorzata Omilanowska.jpg)  |                | 22 вересня 2014   | 16 листопада 2015 |            | незалежний | [Архівовано 10 січня 2018 у Wayback Machine.]   |
|                                         | Міністерство науки і вищої освіти (Ministerstwo Nauki i Szkolnictwa Wyższego)                                                  | Лєна Колярська-Бобінська (Lena Kolarska-Bobińska)    |                | 22 вересня 2014   | 16 листопада 2015 |            | PO         |                                                 |
|                                         | Міністерство оборони (Ministerstwo Obrony Narodowej)                                                                           | Томаш Семоняк (Tomasz Siemoniak)                     |                | 22 вересня 2014   | 16 листопада 2015 |            | PO         | [Архівовано 10 січня 2018 у Wayback Machine.]   |
|                                         | Міністерство освіти (Ministerstwo Edukacji Narodowej)                                                                          | Йоанна Клюзік-Ростковська (Joanna Kluzik-Rostkowska) |                | 22 вересня 2014   | 16 листопада 2015 |            | PO         | [Архівовано 11 січня 2018 у Wayback Machine.]   |
|                                         | Міністерство охорони здоров'я (Ministerstwo Zdrowia)                                                                           | Бартош Арлукович (Bartosz Arłukowicz)                |                | 22 вересня 2014   | 15 червня 2015    |            | PO         | [Архівовано 16 січня 2018 у Wayback Machine.]   |
| Мар'ян Зембала (Marian Zembala)         | Міністерство охорони здоров'я (Ministerstwo Zdrowia)                                                                           |                                                      | 15 червня 2015 | 16 листопада 2015 |                   | PO         |            | [Архівовано 16 січня 2018 у Wayback Machine.]   |
|                                         | Міністерство цифровізації (Ministerstwo Cyfryzacji)                                                                            | Анджей Галицький (Andrzej Halicki)                   |                | 22 вересня 2014   | 16 листопада 2015 |            | PO         | [Архівовано 19 вересня 2017 у Wayback Machine.] |
|                                         | Міністерство економіки (Ministerstwo Gospodarki Rzeczypospolitej)                                                              | Януш Пехочинський (Janusz Piechociński)              |                | 22 вересня 2014   | 16 листопада 2015 |            | PSL        | [Архівовано 19 липня 2016 у Wayback Machine.]   |
|                                         | Міністерство спорту і туризму (Ministerstwo Sportu i Turystyki)                                                                | Анджей Бернат (Andrzej Biernat)                      |                | 22 вересня 2014   | 15 червня 2015    |            | PO         | [Архівовано 28 травня 2017 у Wayback Machine.]  |
| Адам Король (Adam Korol)                | Міністерство спорту і туризму (Ministerstwo Sportu i Turystyki)                                                                |                                                      | 15 червня 2015 | 16 листопада 2015 |                   | незалежний |            | [Архівовано 28 травня 2017 у Wayback Machine.]  |
|                                         | Міністерство сільського господарства і розвитку сел (Ministerstwo Rolnictwa i Rozwoju Wsi)                                     | Марек Савицький (Marek Sawicki)                      |                | 22 вересня 2014   | 16 листопада 2015 |            | PSL        | [Архівовано 15 січня 2018 у Wayback Machine.]   |
|                                         | Міністерство сім'ї, праці та соціальної політики (Ministerstwo Rodziny, Pracy i Polityki Społecznej)                           | Владислав Косіньяк-Камиш (Władysław Kosiniak-Kamysz) |                | 22 вересня 2014   | 16 листопада 2015 |            | PSL        | [Архівовано 10 січня 2018 у Wayback Machine.]   |
|                                         | Міністерство фінансів (Ministerstwo Finansów)                                                                                  | Матеуш Щурек (Mateusz Szczurek)                      |                | 22 вересня 2014   | 16 листопада 2015 |            | PO         | [Архівовано 20 вересня 2012 у Wayback Machine.] |
|                                         | Міністерство юстиції (Ministerstwo Sprawiedliwości)                                                                            | Цезарій Грабарчук (Cezary Grabarczyk)                |                | 22 вересня 2014   | 30 квітня 2015    |            | PO         | [Архівовано 3 квітня 2015 у Wayback Machine.]   |
| Борис Будка (Borys Budka)               | Міністерство юстиції (Ministerstwo Sprawiedliwości)                                                                            |                                                      | 4 травня 2015  | 16 листопада 2015 |                   | PO         |            | [Архівовано 3 квітня 2015 у Wayback Machine.]   |
|                                         | Голова Офісу прем'єр-міністра і голова постійного комітету уряду (Kancelaria Prezesa Rady Ministrów Rzeczypospolitej Polskiej) | Яцек Цихоцький (Jacek Cichocki)                      |                | 22 вересня 2014   | 16 листопада 2015 |            | незалежний | [Архівовано 31 жовтня 2020 у Wayback Machine.]  |